# 1. FC Weissenfels
Maillots
Dernière mise à jour : 15 mars 2011.
Le 1. FC Weissenfels est un club allemand de football localisé à Weißenfels, dans la Saxe-Anhalt.

## Histoire

### De 1900 à 1945
L’histoire du football dans la localité de Weißenfels remonte au début du XXe siècle avec la fondation du Weissenfelser FC Preussen 1900. Dans les années 1920, un cercle gymnique, plus ancien encore, créa aussi une section de football, le TuRV Weissenfels 1861.
Ces clubs se développèrent, mais ne jouèrent qu’un rôle mineur en termes de palmarès.
En 1945, ces deux clubs furent dissous par les Alliés, comme tous les clubs et associations allemands (voir Directive no 23).
Comme toute la Saxe-Anhalt, la localité de Weißenfels se retrouva alors en zone soviétique puis en RDA, à partir d’octobre 1949.

### Époque de la RDA
En 1946, fut reconstituée la Sportgemeinschaft Weissenfels-Süd ou SG Weissenfels-Süd. Son équipe de football fut engagée en Kreisliga et monta, en 1948, en Landesklasse Sachsen-Anhalt.
En 1950, le sport est-allemand fut réorganisé. Ce fut la constitution des Betriebssportgemeinschaften (BSG). Le SG Weissenfels-Süd fut soutenu par l’entreprise de fabrication de chaussures "Banner des Friedens" et devint la ZSG Schuhmetro Weissenfels puis BSG Schuhmetro Weissenfels.

ancien logo de la BSG Fortschritt Weissenfels

À partir du 1er avril 1951, la fabrication de chaussure étant dans le secteur le "textile", le club reçut le nom de la "sportvereinigung" couvrant ce secteur et devint la BSG Fortschritt Weissenfels. 
Outre celle consacrée au football, le club compta aussi une section de Handball féminin qui se mit en évidence, avec de nombreux titres de champion de RDA entre 1955 et 1964 .
Après une troisième place dans le championnat de Landesklasse Sachsen-Anhalt en 1950, l’équipe de football de la BSG Fortschritt Weissenfels fut qualifiée pour devenir une des fondatrices de la DDR-Liga en 1950.
Le club joua les premiers rôles et termina vice-champion du Groupe 1 derrière Fortschritt Meerane en 1953. 
Le 21 décembre 1954, dans le cadre d’une nouvelle réforme des structures sportives, le club devint un DDR-Sportklub et prit le nom de SC Fortschritt Weissenfels, qui remporta le titre du Groupe 2 en 1955 et accéda à la DDR-Oberliga, la plus haute division est-allemande.
Au même moment, les dirigeants communistes décidèrent que les compétitions suivraient le modèle "soviétique". C'est-à-dire qu’elles se dérouleraient du printemps à la fin de l’automne d’une même année calendrier. Ce principe fut appliqué de 1956 à 1960. Lors de l’automne 1955, il ne fut disputé qu’un "Tour de transition" (en Allemand: Übergangsrunde) sans montée ni descente.
Le SC Fortschritt Weissenfels fit donc ses armes parmi l’élite lors d’une série de treize matches comptant pour du beurre. Il se classa 7e sur 14. Le club resta en DDR-Oberliga jusqu’au terme du championnat 1960, le dernier joué selon le schéma "soviétique".
Les compétitions ne reprirent qu’à l’été 1961. Fortschritt Weissenfels était donc redescendu en DDR-Liga (jouée pour la dernière fois sous forme d’une série unique) où il échappa de peu à une nouvelle relégation.
Le cercle s’installa ensuite dans le Groupe Süd et y évolua jusqu’au terme de la saison 1965-1966 où il fut relégué en Bezirksliga Halle.
Il remporta le titre 1967 et gagna son groupe du tour final pour remonter directement au 2e niveau mais ne parvint pas à s’y maintenir.
Le SC Fortschritt Weissenfels dut alors attendre 1978 pour retrouver les lauriers dans la Bezirksliga Halle. Ce titre était synonyme de montée directe puisque entre-temps la DDR-Liga était passée de 2 à 5 séries. Mais une nouvelle fois, le maintien ne put être assuré.
Après une place de vice-champion en 1981, le club fut titré deux ans plus tard et fut promu. Pour la 3e fois ce ne fut qu’un aller/retour, malgré une 9e place finale, car à ce moment, la DDR-Liga fut réduite de 5 à 2 séries.
Le SC Fortschritt Weissenfels rejoua en Bezirksliga Halle jusqu’à la fin de la saison 1989-1990. Cette année-là, grâce à une 3e place au classement final, il fut qualifié pour rejoindre la Verbandsliga Sachsen-Anhalt, nouvellement créée au 4e niveau du football allemand réunifié.

### SC Weissenfels 1861
Après la Chute du Mur de Berlin et lors de la réunification allemande, les clubs sportifs redevinrent des organismes civils. Les anciens membres du Fortschritt Weissenfels fondèrent le SC Weissenfels 1861 en reprenant le nom d’une très ancienne association de la localité. Mais dès 1992, les difficultés financières s’accumulèrent. La section football devint alors indépendante sous le nom de 1. FC Weissenfels.

### 1. FC Weissenfels
Le 1. FC Weissenfels joua en Verbandsliga Sachsen-Anhalt (qui recula au niveau 5 en 1994, lors de l’instauration des Regionalligen au 3e étage) jusqu’en 1998.
Relégué en Landesliga Süd, Sachsen-Anhalt (niveau 6), le club y resta jusqu’en 2007, où il subit une nouvelle descente vers la Landesklasse Sachsen-Anhalt. Cette ligue devint le 8e niveau du football allemand l’année suivante lors de la création de la 3. Liga comme Division 3.
En 2008, le club remporta le Groupe 9 de la Landesklasse et remonta en Landesliga Süd, Sachsen-Anhalt. Se sauvant de justesse en 2009, il redescendit l’année suivante.
En 2010-2011, le 1. FC Weissenfels évolue en Landesklasse, Groupe 6 de la Fußballverband Sachsen-Anhalt. Soit au 8e niveau de la hiérarchie du football allemand.

## Palmarès
- Champion de la DDR-Liga, Groupe 2: 1955.
- Vice-champion de la DDR-Liga, Groupe 1: 1953.
- Champion de la Bezirksliga Halle: 1967, 1978, 1983.
- Vice-champion de la Bezirksliga Halle: 1981
- Champion de la Landesklasse Sachsen-Anhalt, Groupe 9: 2008.

## Localisation

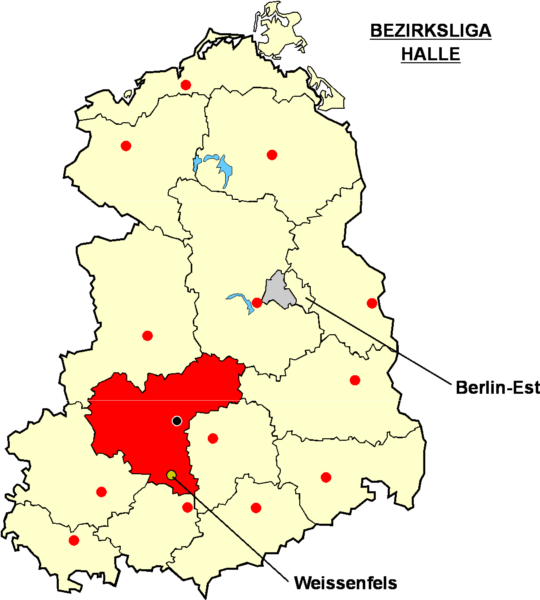
Localisation de Weissenfels dans la Bezirksliga Halle